# 元日営業
元日営業（がんじつえいぎょう）とは、企業が元日にも業務（営業）を行うこと。狭義には、スーパーマーケット及び百貨店などにおいて初売りを元日に行うこと。これらの業界では、かつては伝統的に仕事始めの1月4日以降に初売りが行われていたが、近年は元日あるいは遅くとも1月2日に行う、すなわち元日営業を行う例が多くなっている。交通・運輸・放送などのインフラストラクチャに関わる業界ではその性格から元日にも営業するのが当たり前であり、これらの業務が特別に「元日営業」という言葉で特筆されることはない。一方で、コンビニエンスストア、 ファーストフード店、警備員のように小売業・サービス業でありながらも、交代勤務で24時間営業かつ年中無休が常態化している民間企業も多いが、これらもやはり伝統的な商習慣や地域社会との関わりの薄さから「元日営業」という言葉で語られることは少ない。また大晦日から元日にかけて夜通しで営業する場合は年越し営業とも呼ばれることもある。

## 歴史
1996年にダイエーとイトーヨーカドーが大手スーパーで初めて、全国規模で元日営業を開始。伝統的な商慣習や市民生活とのかかわりで注目された。
その後大手を中心に他社でも、元日営業が行われるようになった。
1990年代末以降、大手スーパーや大規模商業施設では元日にも営業をすることが主流ともいえる状況にあり、2010年代になると百貨店にも元日営業を行うところ（そごう・西武）さえ現れるようになった。
しかし、2009年頃から元日営業しても売上がそれほど伸びないことや経費がかかる点、さらに祝日の勤務に伴う従業員の福利厚生を理由に、中小スーパーを中心に元日営業を取り止めるか、縮小する動きが広がってきている
。
2018年頃からは、働き方改革の一環として元日営業を取り止める企業も増えつつある。元日休業を決めた幸楽苑ホールディングスは、「従業員に年末年始を家族で過ごすことによって、モチベーションを高めていきたいと考える」とコメントしている。みずほ総合研究所主任エコノミストの宮嶋貴之は、「慢性的な人手不足が続く中、『自分の会社は年末年始に休める』と働き方改革に取り組む姿勢をアピールすることにより、企業のイメージアップ、そして将来的な人材確保にもつながると企業側が考えていることも1つの要因だ」とコメントしている。
サミットやライフコーポレーションは、正月三が日は全国のほぼ全ての店舗で休業することにした（サミットは2021年より、ライフコーポレーションは2022年より）。サミットは「社員が疲弊していてはダメだ。正月を休めば実家に帰って元気をもらえる」とコメントしている。ライフコーポレーションは2020年より元日と2日を休業にしたが、1月全体の売り上げにはほぼ影響がなかったとしている。
2025年はそごう・西武が運営している4店舗も元日営業を取りやめた。これに伴い、同年に東京都内の主要百貨店で元日営業している店舗は無かった。なお、百貨店の場合は従業員の働き方改革に加えて、百貨店の主要顧客である富裕層が元日に来店しないためという側面もある。

## 元日営業の自粛を求める動き
2003年12月、北海道議会が「大型小売店による元日営業の自粛を求める決議」を可決した。
室蘭市では、室蘭商工会議所 などが2003年から毎年市内の大規模商業施設に対し、地域コミュニティの観点などを理由に元日営業の自粛を要請。2010年は要請した40店舗のうち、27店舗が応じている。
連合、サービス・流通連合、UIゼンセン同盟は
- 元日営業は、実施する当該企業に働く労働者のみならず、関係する企業やまわりの自営業者にも営業・操業を余儀なくさせるなどその影響は大きく、また、家族揃って正月を過ごすという日本の良き慣習を失わせる。
- 元日営業の拡大は、消費者ニーズの多様化にあわせたというよりも、その内実は企業の競争原理にあると言わざるを得ない。

として、2003・2004年に日本チェーンストア協会など業界団体に対して元日営業の自粛を要請した。
2004年の要請の際、日本百貨店協会は「元日営業は本来望ましくないと思うが、競争など経営上の理由で仕方なく追随して踏み切る店がある。法律で規制しないと止められないのではないか。」と述べている。